# مانويل أموروز
مانويل أموروز (بالفرنسية: Manuel Amoros)‏ (1 فبراير 1962 في نيم) لاعب كرة قدم فرنسي سابق كان يلعب في مركز الظهير الأيمن. شارك في 82 مباراة دولية مع منتخب فرنسا مسجلا هدف واحد. شارك في بطولة كأس الأمم الأوروبية 1984 وكأس الأمم الأوروبية 1992 وكأس العالم 1982 وكأس العالم 1986.
لعب أموروز أغلبية مسيرته الرياضية في نادي الدرجة الأولى موناكو. عندما كان لاعبا في صفوف فريق مرسيليا أضاع ركلة جزاء حاسمة في المباراة النهائية لبطولة دوري أبطال أوروبا سنة 1992 أمام فريق النجم الأحمر بلغراد اليوغوسلافي لتنتهي الركلات الترجيحية بفوز الأخير 5/3.
في الدور النصف النهائي من كأس العالم 1982 سدد الكرة من على مسافة 30 ياردة في الدقيقة 119 لتصطدم بالعارضة ويتنفس مشجعو منتخب ألمانيا الغربية الصعداء حيث كانت النتيجة التعادل الإيجابي 3/3 وباقي دقيقة واحدة على نهاية الوقت الإضافي. في الركلات الترجيحية استطاع أموروز تسجيل الركلة الثانية ولكن في نهاية الأمر خسر منتخب فرنسا.
في المباراة الافتتاحية لبطولة يورو 1984 التي أقيمت في فرنسا بين المنتخب المستضيف ومنتخب الدانمارك عرقل لاعب وسط دانمركي أموروز وقبل أن يشهر حكم الساحة البطاقة الصفراء في وجه المخطيء نطح أموروز اللاعب الدانماركي برأسه مما جعل حكم الساحة اشهار البطاقة الحمراء في وجه أموروز وطرده من أرضية الملعب ونتيجة لذلك فقد تم توقيفه 3 مباريات أمام منتخبات بلجيكا ويوغوسلافيا والبرتغال وفي المباراة النهائية أمام منتخب إسبانيا قرر المدرب ميشيل هيدالغو اشراك أموروز كبديل في الشوط الثاني.
أداء أموروز العالي في كأس العالم 1986 طغت عليه مستوى نجوم الدورة وهم دييغو مارادونا، ميشيل بلاتيني، هارالد شوماخر، إيميليو بوتراغينيو، غاري لينيكر، وإنزو سكيفو. ولكن تم اختيار أموروز أفضل ظهير أيمن في البطولة كما تم اختياره أفضل لاعب في مباراة الدور الربع النهائي أمام منتخب البرازيل.

## روابط خارجية
- مانويل أموروز على موقع الاتحاد الدولي (مؤرشف)  (الإنجليزية)
- مانويل أموروز على موقع قاعدة بيانات كرة القدم.إي يو (الإنجليزية)
- مانويل أموروز على موقع ليكيب (الفرنسية)
- مانويل أموروز على موقع ناشيونال فوتبول تيمز (الإنجليزية)
- مانويل أموروز على موقع عالم كرة القدم.نت (الإنجليزية)